# Volvarina philippinarum
Volvarina philippinarum is een slakkensoort uit de familie van de Marginellidae. De wetenschappelijke naam van de soort is voor het eerst geldig gepubliceerd in 1848 door Redfield.